# Bloomberg London
Bloomberg London è un edificio per uffici situato a Londra, inaugurato nel 2017. È di proprietà della Bloomberg LP e funge da quartier generale europeo dell'azienda. Si trova al Queen Victoria Street, a ovest di Walbrook, sul sito precedentemente occupato dal Bucklersbury House. Progettato da Foster and Partners, ha vinto il premio Stirling 2018.
Al disotto dell'edificio si trova il Mitreo di Londra. Smontato e spostato nel 1962 durante lavori di costruzione, è stato ricollocato nei pressi del sito originale nell'ambito della costruzione del Bloomberg London ed è aperto al pubblico con ingresso gratuito.